# Chaetocnema babai
Chaetocnema babai es un insecto coleóptero de la familia Chrysomelidae. Fue descrita científicamente en 1991 por Kimoto.